# Rigmor von Euler
Rigmor Kay von Euler, född Danielsson den 14 november 1914 i Geijersholm, död 19 mars 1990 i Stockholm, var en svensk politiker. Hon var pionjär i fråga om barns rättigheter och psykosociala välbefinnande. Hon var Sveriges första barnombudsman.

## Biografi
Rigmor von Euler växte upp i Värmland som dotter till en jägmästare. Hon studerade i Stockholm, där hon först tog en ingenjörsexamen vid Stockholms tekniska institut 1935 och två år senare en socionomexamen. Hon gifte sig 1943 med Rolf von Euler. Han arbetade som administrativ chef vid bland annat Uddeholms AB och Nordmark–Klarälvens Järnvägar. Som nygift och som småbarnsmor bodde hon i Hagfors. År 1957 avancerade hennes man till personalchef vid Scania-Vabis i Södertälje.
Rigmor von Euler verkade på flera olika arenor, yrkesmässigt som skolkurator i Stockholm, politiskt som folkpartistisk ledamot i Södertälje stadsfullmäktige och ledamot av Stockholms läns landsting. Hon var även engagerad i Rädda Barnen. År 1973 anställdes hon som Sveriges första barnombudsman av Rädda Barnens Riksförbund. Hon var även internationellt verksam som ordförande i den svenska sektionen av Organisation Mondiale pour l'Éducation Préscolaire (OMEP).
Under senare delen av 1970-talet och början av 1980-talet deltog Rigmor von Euler i flera statliga utredningar som handlade om att stärka barns rätt till en god psykosocial uppväxt utan aga, med möjligheter till hemspråksundervisning och en välfungerande barnomsorg. Det gällde utredningar om barnolycksfall 1977–1979, som sakkunnig i en utredning om barns rätt 1977–1983 och som ordförande i en utredning om språkminoriteter i förskolan 1979–1982.
Rigmor von Eulers verksamhet som pionjär vad gällde barns rättigheter skedde i hög grad genom hennes engagemang i Rädda Barnen, som redan 1923 hade antagit en deklaration om barns rättigheter.
Rigmor von Euler dog i Stockholm 1990.